# Miracolo eucaristico di Siena
Il miracolo eucaristico di Siena è avvenuto a partire dal 1730 nell'omonima città: 351 ostie consacrate, rubate da ignoti ladri sacrileghi, furono successivamente ritrovate integre, e sarebbero le stesse che si conservano tuttora intatte dopo quasi tre secoli, nella basilica di San Francesco.
Il numero delle Particole è attualmente di 223, mentre le altre sarebbero state utilizzate nelle ricognizioni, controlli ed esami effettuati.

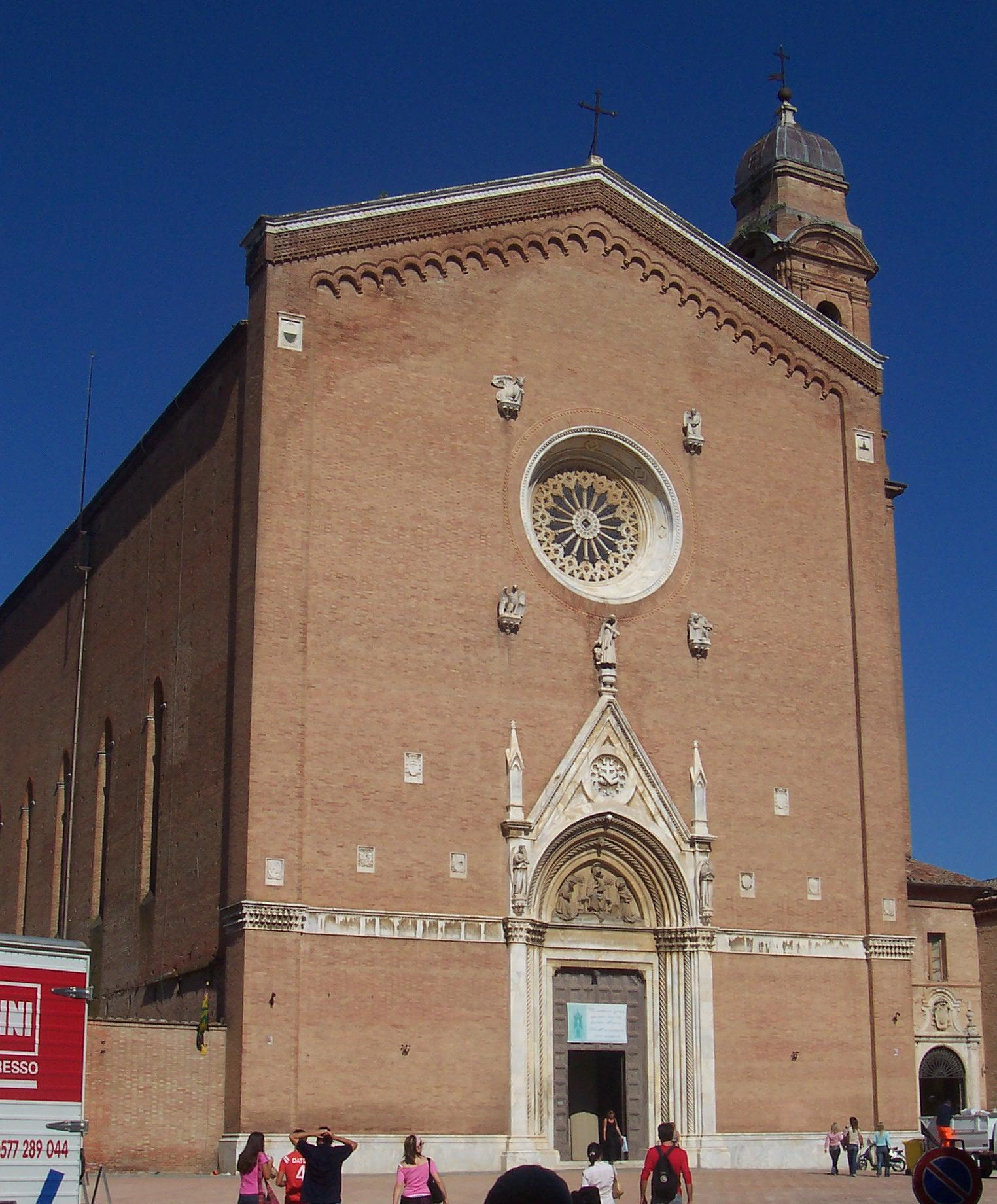
Basilica di San Francesco a Siena

## Storia
Il 14 agosto 1730, vigilia della solennità dell'Assunzione di Maria, ignoti ladri sacrileghi rubarono, dalla chiesa di San Francesco a Siena, la pisside d'argento, contenente 351 ostie consacrate, così numerose in vista dell'imminente festività.
Dopo tre giorni di ricerche, il 17 agosto le ostie rubate furono ritrovate integre nella chiesa senese di Santa Maria di Provenzano, in una cassetta per le elemosine, e furono riportate il giorno seguente, con una solenne processione, nella chiesa di San Francesco, dove si trovano ancor oggi, integre come al momento del ritrovamento.
Dopo il controllo fatto al momento del recupero, eseguito per assicurarsi che le ostie rinvenute fossero proprio quelle rubate, vennero effettuate in seguito diverse ricognizioni ufficiali, la prima delle quali avvenne il 14 aprile 1780 per iniziativa di padre Giovanni Carlo Vipera, ministro generale dei Frati Minori, il quale concluse: "Abbiamo riconosciuto come una specie di vero prodigio che si siano conservate incorrotte senza veruna alterazione per il tratto lunghissimo di cinquant'anni".
Altre ricognizioni vennero effettuate nel 1789, voluta dall'arcivescovo Tiberio Borghese, nel 1889, nel 1815, nel 1854 e il 10 giugno 1914, quest'ultima per iniziativa di papa Pio X: la relazione conclusiva afferma che: "(Le particole) erano di apparenza ben conservate e senza alcun segno di alterazione o ammuffimento, né guaste per alterazione di tarli o di altri parassiti, propri dei prodotti farinacei".
Nella stessa relazione, il professor Siro Grimaldi dell'Università di Siena dichiara: "(Le particole costituiscono) un fenomeno singolare, palpitante di attualità, che inverte le leggi naturali della conservazione della materia organica. È un fatto unico conservato negli annali della scienza".
Un'ultima ricognizione è stata effettuata nel 2014 autorizzata dalla Congregazione per la dottrina della fede, disposta dall'arcivescovo di Siena-Colle di Val d'Elsa-Montalcino monsignor Antonio Buoncristiani e condotta da una commissione di esperti della quale ha fatto parte anche un ricercatore del Cnr. Gli esperti hanno dichiarato che le ostie sono incorrotte, non avendo rilevato "alcuna crescita microbica sia dopo 7 giorni dal campionamento sia dopo 14".
Attualmente si conservano 223 ostie delle 351 originali, essendo state in parte utilizzate, nel corso delle ricognizioni, per analisi chimiche ed esami vari, volti anche a valutarne commestibilità e gusto.
Tra i fedeli devoti è possibile annoverare i papi Giovanni XXIII, Paolo VI e Giovanni Paolo II.